# Cuevas del Valle
Cuevas del Valle es un municipio y localidad española de la provincia de Ávila, en la comunidad autónoma de Castilla y León. El término municipal tiene una población de 517 habitantes (INE 2024).

## Geografía

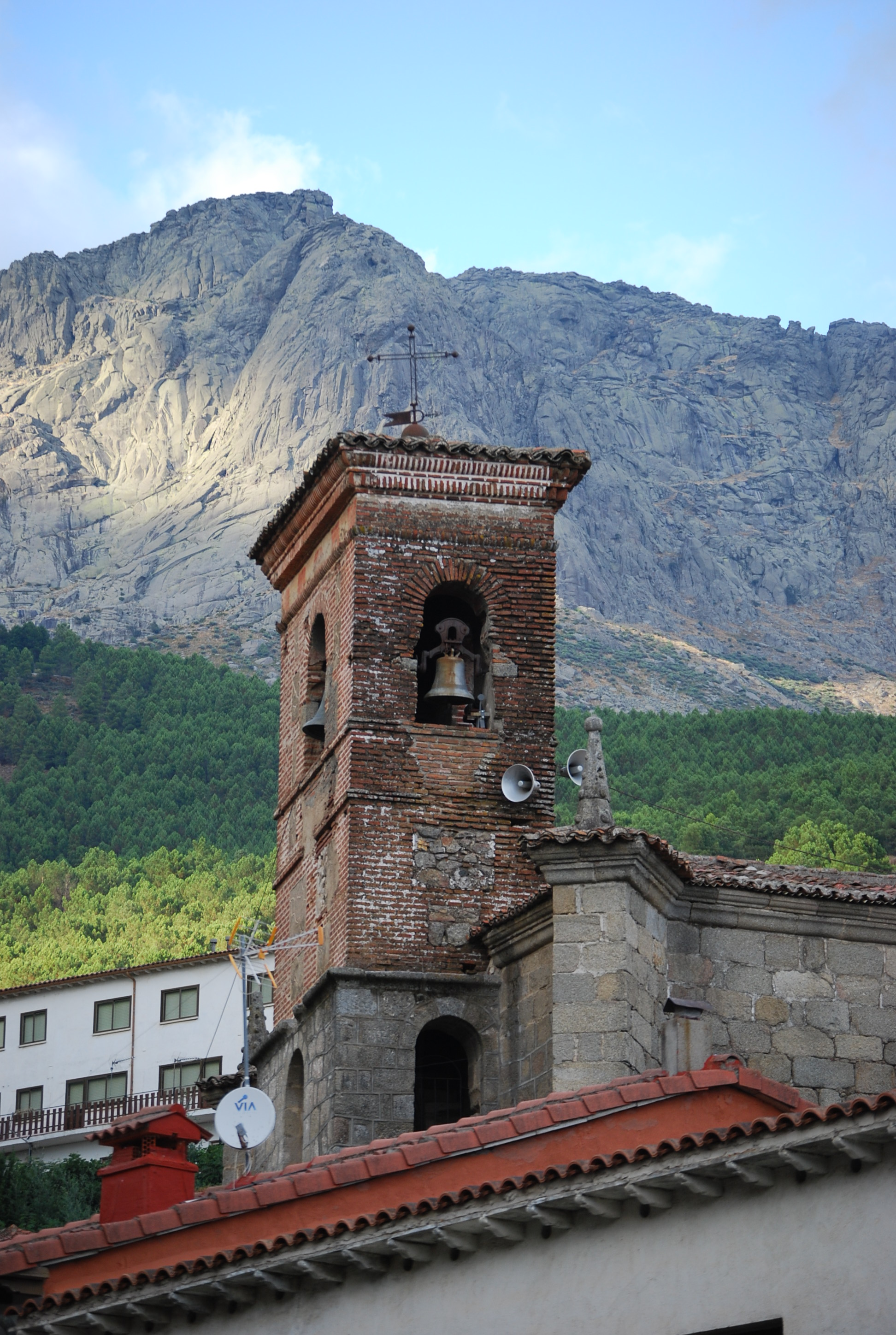
Vista de la iglesia de Cuevas del Valle y el Torozo en segundo plano

Integrado en la comarca de Valle del Tiétar, se sitúa a 66 km de la capital provincial. El término municipal está atravesado por la carretera nacional N-502 entre los pK 58 y 66, además de por la carretera provincial AV-922, que une Mombeltrán con San Esteban del Valle, y por una carretera local que conecta con El Arenal. 
El relieve del municipio es montañoso, por encontrarse en plena sierra de Gredos. El río Posaderas, perteneciente a la cuenca del Tiétar, suaviza el terreno montañoso y en su orilla se alza el pueblo, a una altitud de 848 m sobre el nivel del mar. La altitud del municipio oscila entre los 1983 m al noroeste (pico La Fría), y los 630 m a orillas del río Posaderas.
| Noroeste: San Martín del Pimpollar y El Arenal | Norte: San Martín del Pimpollar | Noreste: Villarejo del Valle |
| Oeste: El Arenal                               |                                 | Este: Villarejo del Valle    |
| Suroeste: Mombeltrán                           | Sur: Mombeltrán                 | Sureste: Villarejo del Valle |

### Flora
El árbol característico de su paisaje es el castaño, debido a la gran humedad del valle. También los pinos de origen mediterráneo.

### Micología
La Sociedad Micológica Amagredos tiene su sede social en esta localidad. Esta asociación organiza cursos de iniciación al mundo de los hongos, y durante los meses de octubre y noviembre, Jornadas Micológicas, a las cuales acuden aficionados de toda España.

### Clima
Las temperaturas son suaves en verano, sobre todo por la noche, de ahí la gran proliferación de turismo rural en esa época. 

## Historia
Cuevas del Valle se independizó de Mombeltrán mediante la concesión de una carta de villazgo por parte de Carlos II el 27 de julio de 1695.
Según recoge la prensa nacional de los últimos días de enero y primeros de febrero de 1936 (El Socialista, ABC, El Heraldo y Ahora), esta localidad abulense salió a la palestra con motivo del atentado político con resultado de muerte en la persona del juez municipal, afiliado a la CEDA, a manos de un comunista durante las elecciones generales de 1936:

[El Juez] Antonio Fernández, que así se llamaba la víctima, fue agredido como represalia por reprender a unos jóvenes que arrancaban carteles, una práctica habitual en aquellas campaña [...] La muerte de Fernández provocó un incidente entre el candidato cedista Salvador Represa y el gobernador, que ordenó la detención de aquel por acusarle públicamente de parcialidad y de no proteger a los simpatizantes conservadores.
1936. Fraude y violencia en las elecciones del Frente Popular, Manuel Álvarez Tardío y Roberto Villa García

Según algunos historiadores, el suceso constituye un caso representativo de este tipo de violencia electoral (Atentados de motivación ideológica), «en el que los cedistas fueron los peor parados» en aquellas elecciones, junto con los falangistas, que «se convirtieron en objetivo prioritario».

## Demografía
Cuevas del Valle cuenta con una población de 517 habitantes (INE 2024).
| Gráfica de evolución demográfica de Cuevas del Valle entre 1842 y 2021                                                |
| |
| Población de derecho según los censos de población del INE. Población de hecho según los censos de población del INE. |

Dado que Cuevas del Valle tiene una importante afluencia de turistas en la temporada estival, la población en los meses de julio y agosto crece sustancialmente, llegando a duplicarse.
Aunque sus habitantes proceden de unas pocas familias, en el año 1900 se contaban más de 1000 habitantes en el pueblo. Las oscilaciones más fuertes que se han producido desde entonces han tenido lugar durante la Guerra Civil, con decenas de fallecidos y refugiados en Alemania y Francia, que hicieron descender la población hasta 925 habitantes; posteriormente con una gran natalidad hasta los años cincuenta, superando de nuevo los mil censados; y desde entonces ha experimentado un descenso constante debido a las personas que buscan nuevas oportunidades en otros lugares, principalmente Ávila, Madrid, Barcelona y el País Vasco.

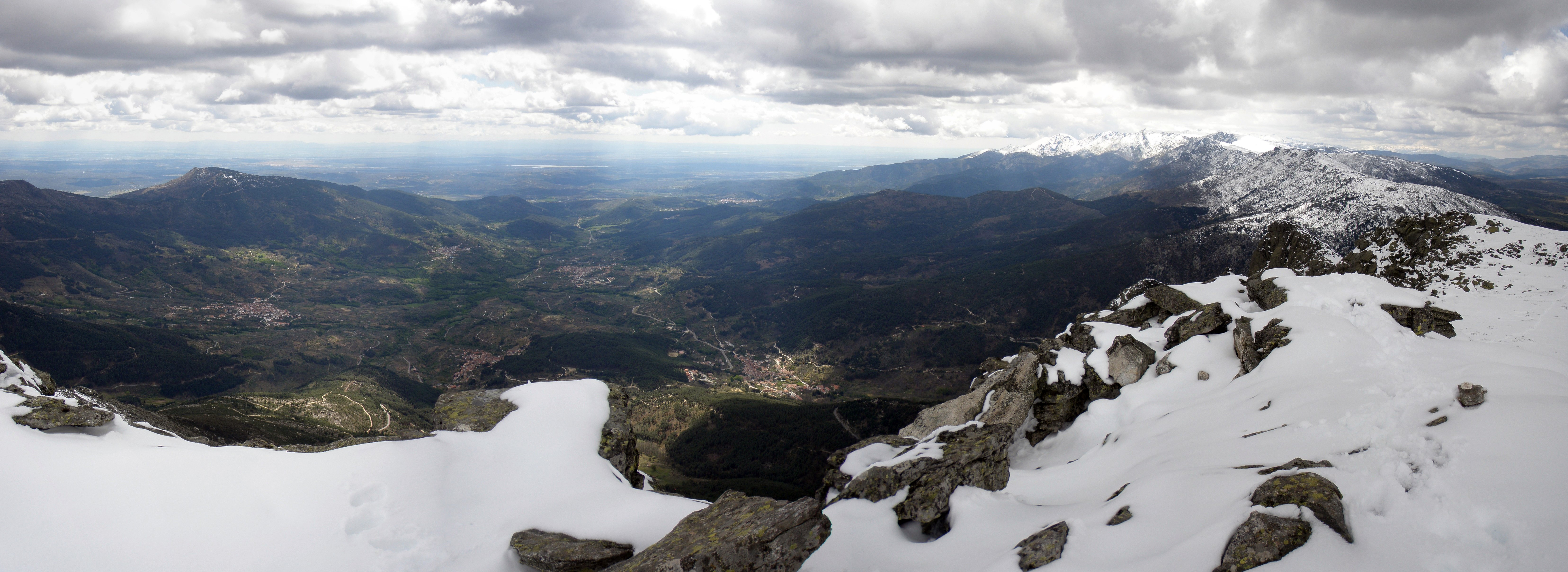
Barranco de las Cinco Villas visto desde el Torozo. Cuevas del Valle es la localidad en primer término a la derecha.

## Administración y política
| Periodo   | Nombre                                                        | Partido |
| --------- | ------------------------------------------------------------- | ------- |
| 1979-1983 | Licinio Prieto                                                | UCD     |
| 1983-1987 | Cecilio Sánchez                                               | GI      |
| 1987-1991 | Licinio Prieto                                                | AP      |
| 1991-1995 | Licinio Prieto                                                | PP      |
| 1995-1999 | Licinio Prieto                                                | PP      |
| 1999-2003 | Licinio Prieto                                                | PP      |
| 2003-2007 | Licinio Prieto                                                | PP      |
| 2007-2011 | Licinio Prieto                                                | PP      |
| 2011-2015 | Licinio Prieto (2011-2015) Emiliano González Rodríguez (2015) | PP      |
| 2015-2019 | Emiliano González Rodríguez                                   | PP      |
| 2019-2023 | Emiliano González Rodríguez                                   | XAV     |

## Economía
La economía de Cuevas del Valle se basa en la construcción, el turismo y la agricultura.
La construcción tiene un peso importante en Cuevas del Valle, ya que da trabajo a muchos de sus habitantes. Tanto el mercado inmobiliario como la construcción y mantenimiento de caminos y carreteras en los alrededores sustentan la construcción en el pueblo.
El turismo es una fuente importante de ingresos, que a su vez activa la economía covachera y genera ingresos de forma directa o indirecta en otras actividades, como la hostelería, la construcción, los comercios y la agricultura.
La agricultura covachera, basada en el castaño, el olivo, la vid, la higuera y productos hortícolas fundamentalmente, ha supuesto una de las principales actividades de los habitantes del pueblo desde su fundación hasta aproximadamente los años cincuenta. En dicho período, a pesar de que por sí misma no era capaz de proporcionar todos los productos de primera necesidad en la alimentación de los covacheros, el trueque con las poblaciones vecinas sí lo hacía posible, y de esta forma la mayoría de las familias que componían Cuevas del Valle vivían de dicha actividad. Actualmente la agricultura no es suficientemente rentable para sustentar a los habitantes de la población, por lo que, salvo excepciones, sirve para aportar ingresos extra y frutas, hortalizas y productos de consumo diario a las familias.

## Símbolos
El escudo y la bandera que representan al municipio fueron aprobados oficialmente el 13 de noviembre de 1995. El blasón que define al escudo heráldico es el siguiente:

Escudo de forma española. En campo de gules, un castaño frutado de oro al natural, ribeteado de plata y terrazado en sinople, acompañado a la diestra de cabra saltante en plata, cornada de sable y a la siniestra de oveja saltante en plata. Al timbre corona real de España.
Boletín Oficial del Estado nº 307 de 25 de diciembre de 1995

La descripción de la bandera es:

Bandera cuadrada, de proporción 1:2, de color carmesí, y en su centro el escudo municipal, en sus colores.
Boletín Oficial del Estado nº 307 de 25 de diciembre de 1995

## Patrimonio
Plaza Vieja
La plaza principal del casco histórico es la Plaza Vieja que da servicio a 6 calles entre ellas la Calle Real y los Soportales que recibe este nombre porque tiene 50 m de soportales. 
Plaza de toros
Resulta curiosa su plaza de toros cuadrada que en las fiestas se prepara con maderas y sirve de aparcamiento público el resto del año.
Calzada romana
Posee una calzada romana recientemente restaurada (1998) con financiación de la Unión Europea, así como tres ermitas románicas.
Tumbas moras
Sitas en el paraje Las Morañegas, a pesar de la coincidencia toponímica serían probablemente de origen cristiano, siglos X al XIII, aunque puede ser que haya habido asentamientos muy anteriores.
Constan de una necrópolis y un templo, más restos de otras edificaciones en los alrededores, lo que sugiere un poblamiento disperso, con epicentro en la necrópolis, de una población dedicada a la agricultura y ganadería, en las proximidades de la calzada romana del puerto del Pico. 
Sirve de datación el hallazgo de una estela con una cruz grabada que está depositada en el Ayuntamiento de Cuevas del Valle. Tiene dos partes: un vástago rectangular para ser hincado en el suelo y, unido a él, un disco donde se inscribía una cruz u otro símbolo.

## Cultura

### Gastronomía
- Productos típicos son las castañas, higos, angélica (licor dulce excelente ) nueces, orégano y productos de huerta.
- Platos típicos: patatas revolconas, cochifrito, chuletas de cordero, ternera, judías verdes, trucha y sopas de cachuela.
- Dulces tradicionales: perrunillas, hornazo, flores, rosquillas con miel en Semana Santa y mantecados. Todos ellos son mágicas combinaciones de harina, agua, huevo, azúcar, manteca de cerdo y aceite de oliva. Dado que antaño los habitantes de Cuevas del Valle solo tenían acceso a algunos de los ingredientes de forma ocasional y a un alto precio, los dulces eran elaborados solo en fechas señaladas o celebraciones, como la Semana Santa o las bodas y bautizos.

### Fiestas
Sus fiestas patronales son en honor a la Virgen de las Angustias el 9 de febrero con 4 días de fiesta y el 11 de julio, con 5 días de fiesta taurina, orquesta, degustación de postres típicos. En las fiestas se canta por las calles del pueblo hasta altas horas de la madrugada animando así a la población a unirse a la diversión con cantares populares como "Dime donde vas Morena"..., "Este es el Llano tio Rute", etc.